# Мосеево (Пятовское сельское поселение)
Мосеево — деревня в Тотемском районе Вологодской области.
Входит в состав Пятовского сельского поселения, с точки зрения административно-территориального деления — в Матвеевский сельсовет.
Расположена на левом берегу реки Еденьга. Расстояние до районного центра Тотьмы по автодороге — 17 км, до центра муниципального образования деревни Пятовская по прямой — 14 км. Ближайшие населённые пункты — Куземкино, Матвеево, Федотово.
По переписи 2002 года население — 11 человек.